# Sport Chumpions
Pour plus de détails, voir Fiche technique et Distribution.
Sport Chumpions  est un film américain d'animation réalisé par Friz Freleng, sorti en 1941.
Produit par Leon Schlesinger et distribué par Warner Bros., ce cartoon fait partie de la série Merrie Melodies.

## Voix originales
- Jim Bannon : Various (voix)
- Mel Blanc : Bikers / Catcheur / Joueur de football / Arbitre  (voix)
- Robert C. Bruce : le narrateur (voix)